# NGC 416
NGC 416 (również ESO 29-SC32) – gromada otwarta znajdująca się w gwiazdozbiorze Tukana. Odkrył ją James Dunlop w 1826 roku. Gromada ta znajduje się w Małym Obłoku Magellana.